# Куба на летних Олимпийских играх 1924
Куба принимала участие в Летних Олимпийских играх 1924 года в Париже (Франция) в первый раз после двадцатилетнего перерыва и в третий раз за свою историю, но не завоевала ни одной медали.
Олимпийская сборная состояла из 9 мужчин, они состязались в фехтовании и парусном спорте (класс яхты 6 метров).
- Парусный спорт:
  - Антонио Сааведра
  - Эдуардо Конилл
  - Педро Сиснерос

- Фехтование:
  - Эдуардо Алонсо
  - Рамон Фонст
  - Альфонсо Лопес
  - Рамиро Маньялич
  - Освальдо Миранда
  - Сальвадор Кесада

Знаменосцем сборной на церемонии открытия был опытный сорокалетний фехтовальщик Рамон Фонст, он же показал лучший результат и в соревнованиях, дойдя до полуфиналов и в итоге заняв 7 место. Его товарищам по сборной не удалось выйти из четвертьфиналов, ни в личном, ни в командном зачёте.